# Posad
Le mot slave posad (en cyrillique russe : посад, en roumain posadă, retranscrit souvent en français en possad - pour le s dur) provient du proto-slave po « au » et sad de sadit (садить, être assis) et désigne un faubourg, un village ou un hameau gagné sur la forêt et plus ou moins fortifié entre les Xe et XVe siècles, notamment dans les territoires des actuelles Russie, Ukraine, Moldavie et Roumanie.

## Typologie
Un posad est le plus souvent une colonie de peuplement située dans une clairière ou une vallée, ou encore à proximité d’une ville, et protégée par des levées de terre, palissades ou douves, mais ne faisant pas partie d’une ville fortifiée par des remparts (kremlin, cetate). Les posady (en russe) ou posade (en roumain) étaient habités par des paysans, des artisans et des marchands plus modestes que les bourgeois des villes.
Le mot posad devient un terme officiel pendant l’empire russe pour désigner un faubourg, tandis qu’un posadnik était, dans la Russie médiévale un représentant élu d’une ville (Novgorod étant la première ville à mettre en place cette institution, suivie par Pskov). En Ukraine occidentale et dans les principautés de Transylvanie, Moldavie et Valachie, posada désigne des vallées ou clairières fortifiées au Moyen Âge dans les forêts et les Carpates, où les « Volochovènes » (ukrainien : Болохівці) et autres « Valaques » (russe : Волохъ) s’abritaient lors des invasions. En Transylvanie par exemple, sous la domination hongroise, les localités acquièrent leur typologie topographique encore bien visible aujourd’hui : forteresse ou église catholique fortifiée, entourée de grosses maisons bourgeoises en pierre, hongroises ou saxonnes, protégées par un rempart, hors duquel se trouvaient les posade (pluriel) des valaques orthodoxes, asservis à partir de l’écrasement de la révolte de Bobâlna en 1439 et qui, en cas d’invasion, n’étaient plus admis à l’intérieur du rempart.
En Russie et Roumanie, la toponymie présente des occurrences du mot posad : Kazanski Possad (le centre historique de Kazan), Pavlovski Possad dans l'oblast de Moscou ou Serguiev Possad (littéralement : le village de saint Serge), Posada (ro) ou bataille de Posada dans les Carpates roumaines et d'autres.

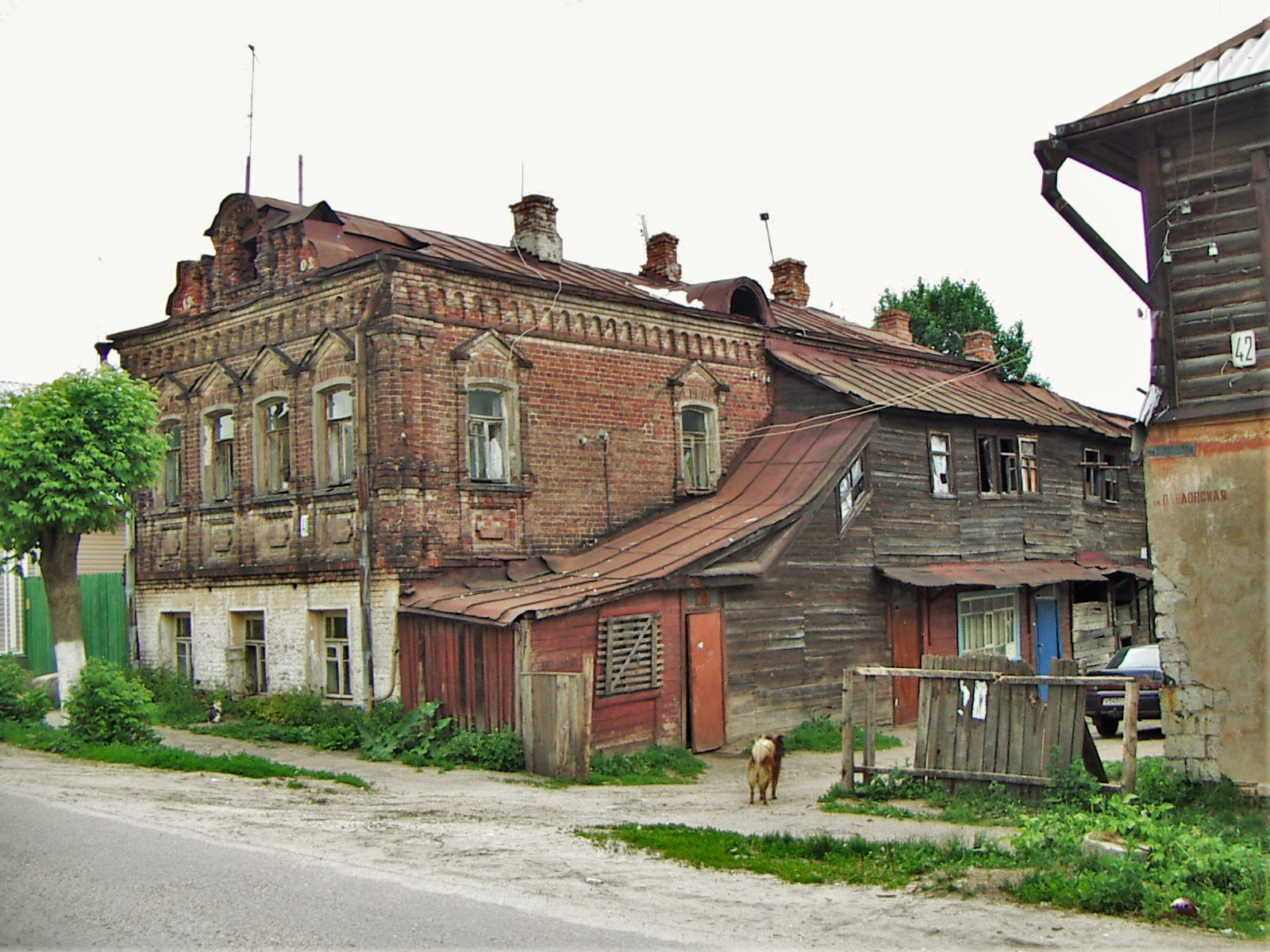
Ancienne maison de Pavlovski Possad près de Moscou.
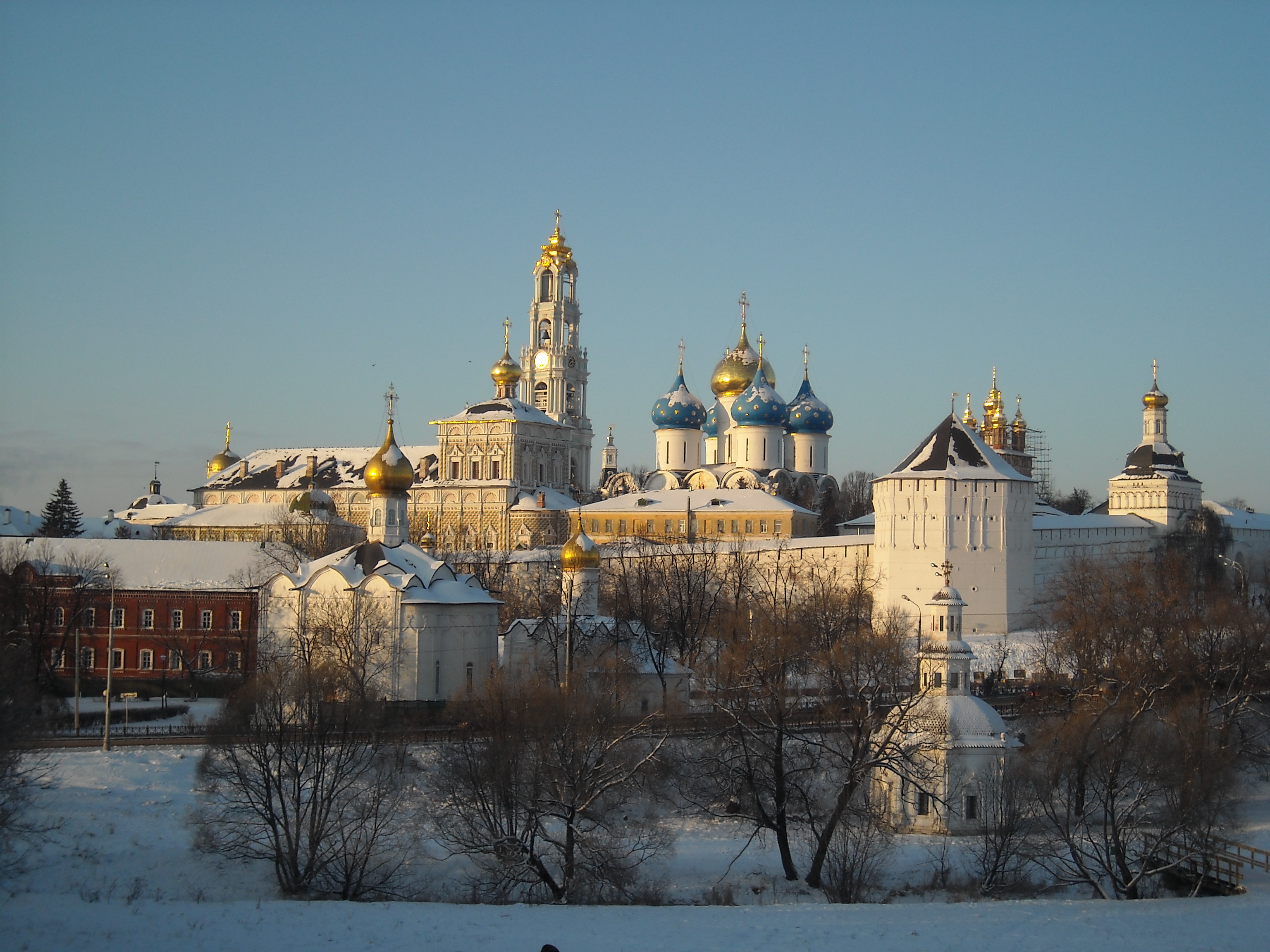
La laure (monastère) de saint Serge à Serguiev Possad en Russie.
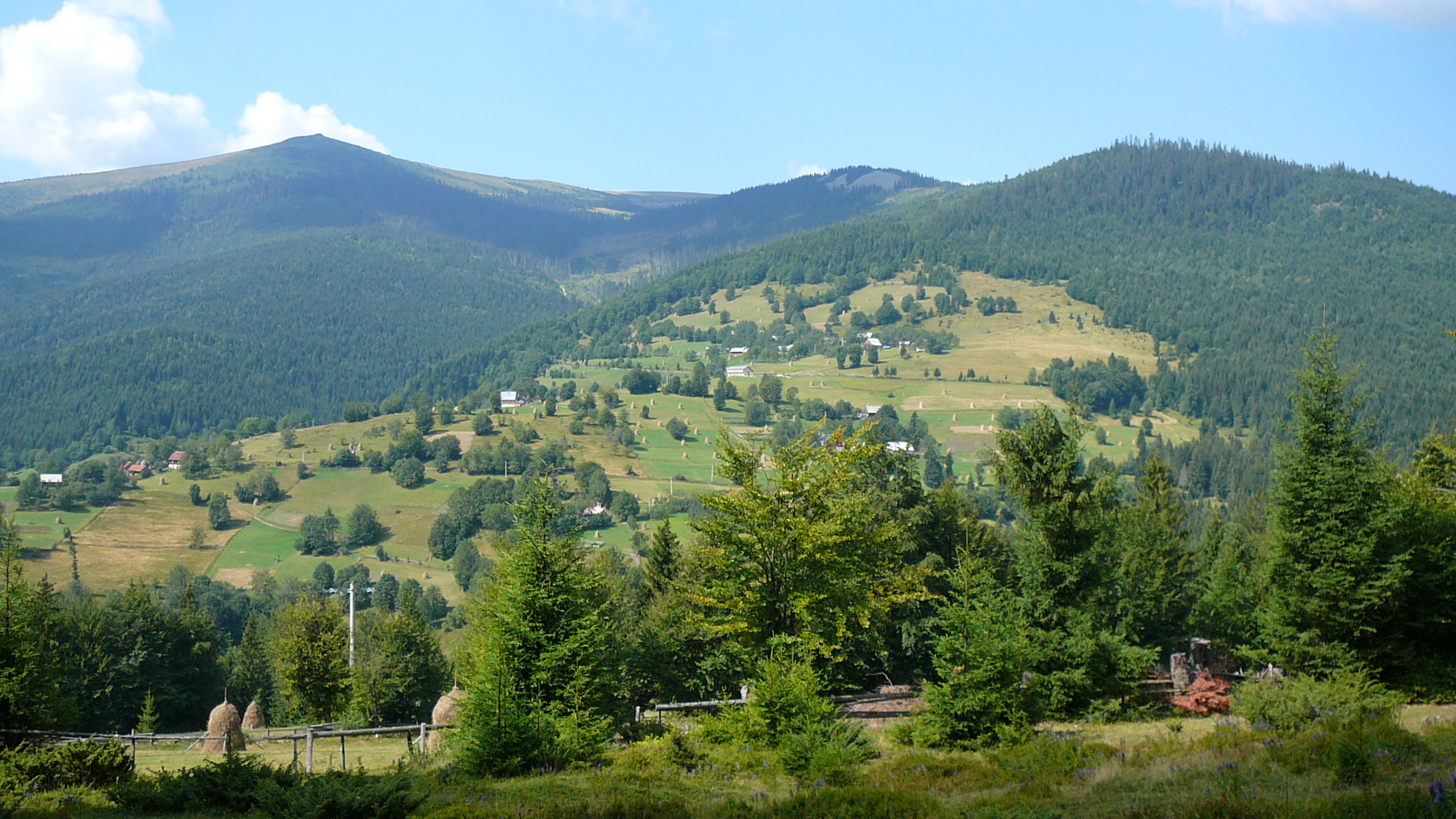
Une grande posada, clairière jadis fortifiée des « valaques » des Carpates occidentales roumaines.
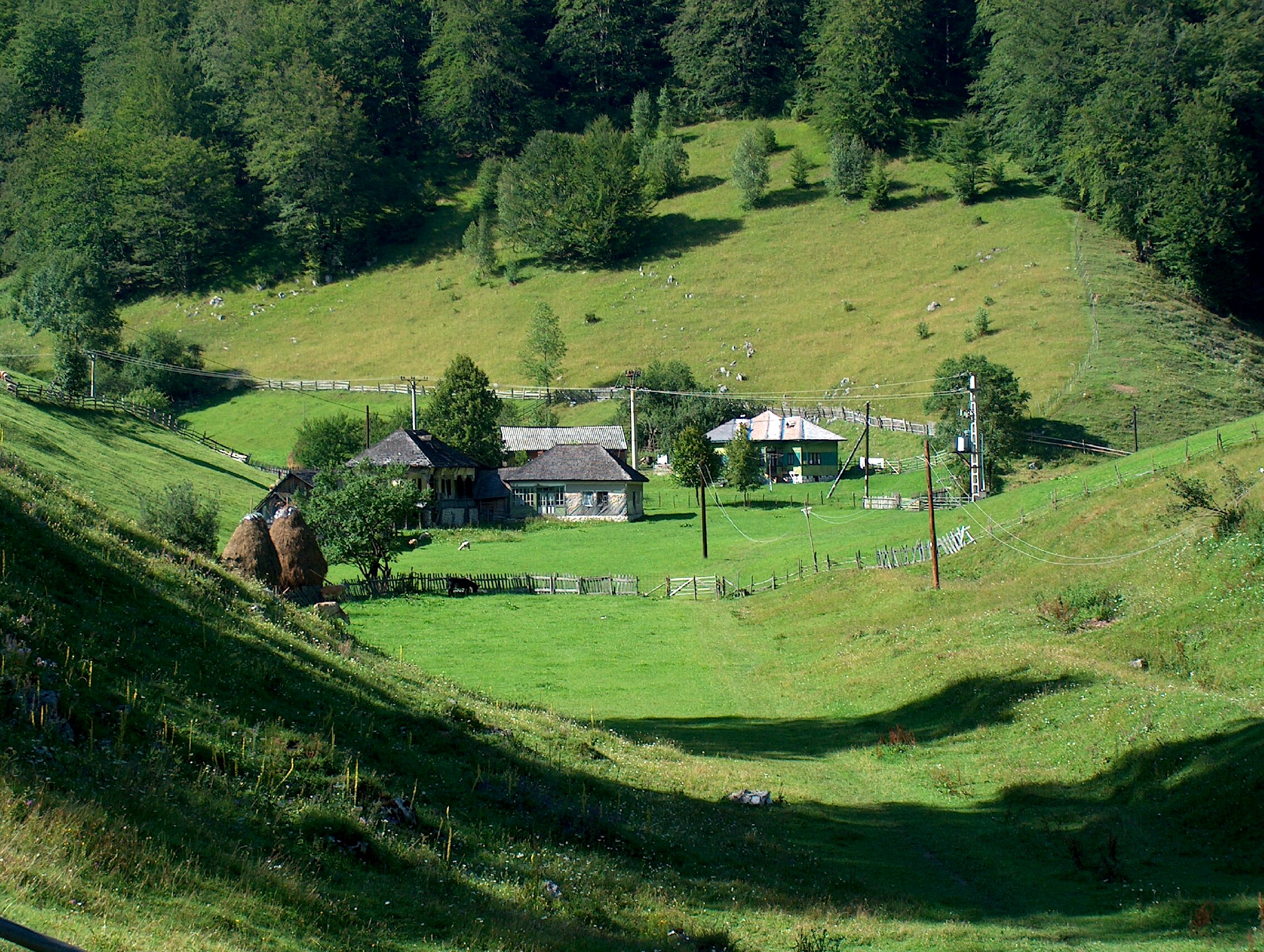
Une petite posada des Carpates transylvaines.

## Liste des possads de l'Empire russe
Liste des possads de l'Empire russe en 1910 :
- Gouvernement d'Arkhangelsk : Loudski (en), Nyonoksa, Ounski (en), Soumski
- Oblast de l'armée du Don : Azov
- Gouvernement de Bessarabie : Chabo, Papouchoï, Touzly (ru), Tourlaki (ru), Vilkovo
- Gouvernement de Iaroslavl : Norski (ru)
- Gouvernement de Kazan : Mariinski, Troïtski (ru)
- Gouvernement de Kherson : Berezniagovaty, Bogoïavlensk, Kalinovka, Novaïa Praga, Novo-Oukraïnka, Pokrovsk, Vissounsk (ru), Voskressensk
- Gouvernement de Kostroma : Nekrassovskoïe (en), Parfentiev, Poutchej
- Gouvernement de Moscou : Pavlovski, Serguievski
- Gouvernement de Novgorod : Krokhino (en), Malaïa Vichera, Opetchenski (ru)
- Gouvernement d'Orenbourg : Seïtovski (ru)
- Gouvernement de Pskov : Alexandrovski posad (ru), Izborsk, Soltsy
- Gouvernement de Samara : Melekess
- Gouvernement de Saratov : Doubovka
- Gouvernement de Simbirsk : Alatyrski Iamskoï Possad
- Gouvernement de Tver : Pogoreloïe Gorodichtche (ru), Selijarovo (ru)
- Gouvernement de Tchernigov : Ardon (ru), Chelomy (ru), Dobrianka, Ielionka (ru), Klimovo (ru), Klintsy, Loujki (ru), Mitkovka (ru), Mlynka (ru), Svyatsk (ru), Tchourovitchi (ru), Voronok (ru)
- Gouvernement de Vladimir : Gavrilov
- Gouvernement de Vologda : Verkhovajski (en)